# Chalés
Chalés (en francès Chalais) és un municipi francès situat al departament de la Dordonya i a la regió de la Nova Aquitània.

## Demografia
| 1962                                       | 1968 | 1975 | 1982 | 1990 | 1999 | 2007 |
| ------------------------------------------ | ---- | ---- | ---- | ---- | ---- | ---- |
| 562                                        | 513  | 456  | 385  | 425  | 435  | 443  |
| Des de 1962: població sense dobles comptes |      |      |      |      |      |      |

## Administració
| Període   | Identitat     | Partit |
| --------- | ------------- | ------ |
| 2001-2005 | Daniel Besson |        |
| 2005-     | Gérard Taffu  |        |

## Agermanaments
- Romrod